# RuPaul's Drag Race
RuPaul's Drag Race é um reality show estadunidense, do gênero competição, produzido pela companhia World of Wonder, originalmente para o canal pago Logo., posteriormente para a WOW Presents Plus, a partir da nona temporada, para o canal VH1; e a partir da décima quinta, para o canal MTV. Idealizado e apresentado por RuPaul, o programa, que é o primeiro da franquia Drag Race, procura o carisma, singularidade, coragem e talento de uma drag queen, a qual recebe o título de "America's Next Drag Superstar".
Inicialmente desenvolvido para a MTV estadunidense, a série estreou no canal Logo, em  2 de fevereiro de 2009, eventualmente tornando o programa mais assistido do canal nos Estados Unidos. A recepção positiva do público fez com que acumulasse doze temporadas. Durante os episódios, que ocorrem semanalmente, as competidoras participam de provas onde são testadas suas habilidades de canto, dança, costura, humor e personalidade.
O programa teve dois spin-offs: RuPaul's Drag U, cancelado em 2013, e o RuPaul's Drag Race All Stars, atualmente com nove temporadas (com a décima, em 2025, já confirmada), no qual competidoras de temporadas passadas retornam para competir novamente, na luta para entrar no "Drag Race Hall of Fame".
RuPaul ganhou um Emmy em 2016, na categoria de "Melhor Apresentador de Programa de Reality ou de Reality de Competição", enquanto que o programa, em 2018, foi premiado com o Emmy de " Melhor Programa de Reality de Competição; e como o "Melhor Reality Show" no 21.º GLAAD Media Awards. Foi nomeado ao Critics' Choice Television Award em quatro categorias, além de ter sido nomeado para um Prêmio Emmy de Artes Criativas para "Maquiagem Excepcional para uma Série Multi-Câmera ou Especial".

## Formato
O programa faz seleções entre os vídeos de inscrição enviados pelos candidatos que devem ter 21 anos de idade ou mais no momento da gravação e assumir um personagem artístico, sendo eles de qualquer orientação e/ou condição sexuais. A fórmula do programa sempre foi a mesma: semanalmente, as competidoras participam de gincanas e provas orientadas por RuPaul, onde são testadas suas habilidades em canto, dança, costura, talento, humor e personalidade. A eliminação é progressiva, em cada episódio uma participante é eliminada. Ao sobrar uma determinada quantidade de participantes é realizada a final do programa consagrando a vencedora.

### Mini-desafios e desafio principal
Os mini-desafios são provas diferentes que exigem um limite de tempo para que se realizem. Alguns viraram tradição como o ensaio fotográfico (geralmente no primeiro episódio) realizado pelo fotógrafo Mike Ruiz. Os mini-desafios são executados sempre no inicio dos episódios, para que os vencedores desse segmento sempre tenham alguma vantagem no desafio principal.
O desafio principal é uma ou mais provas que podem ser realizadas individualmente ou em grupo. Aquele que vence o desafio principal além de permanecer no jogo, ganha geralmente um prêmio especial como vestidos, acessórios, cruzeiros, joias, linhas de maquiagens ou até mesmo dinheiro. O objetivo de cada desafio principal envolve um novo tema dado a cada semana e amostra de um bom resultado. Dentre os desafios mais populares estão o Snatch Game (inspirado no famoso quadro norte-americano, Match Game), onde as drags imitam celebridades como Britney Spears, Cher, Marilyn Monroe, Adele, Michael Jackson e Uzo Aduba.

### Julgamento e eliminação
O programa também conta com uma banca de jurados que dão a sua opinião sobre os looks e performances dos participantes no desafio principal e auxiliam RuPaul no veredito final. Depois de avaliação, as duas drags com as performances consideradas "mais fracas" vão para berlinda, tendo que dublar uma música escolhida pela produção na intenção de mostrarem suas forças de vontade. A partir daí RuPaul decide quem continua na competição e quem é eliminada.

## Temporadas
Todas as participantes estão listadas de acordo com a temporada, em ordem de eliminação.
| Ano  | Temporada | Vencedora(s)       | Vice-campeã(s)               | Miss Simpatia                | Demais concorrentes em ordem de eliminação |
| ---- | --------- | ------------------ | ---------------------------- | ---------------------------- | --- |
| 2009 | 1         | Bebe Zahara Benet  | Nina Flowers                 | Nina Flowers                 | Victoria “Porkchop” Parker • Tammie Brown • Akashia • Jade • Ongina • Shannel • Rebecca Glasscock |
| 2010 | 2         | Tyra Sanchez       | Raven                        | Pandora Boxx                 | Shangela • Nicole Paige Brooks • Mystique Summers Madison • Sonique • Morgan McMichaels • Sahara Davenport • Jessica Wild • Pandora Boxx • Tatianna • Jujubee |
| 2011 | 3         | Raja               | Manila Luzon                 | Yara Sofia                   | Venus D-Lite • Phoenix • Mimi Imfurst • India Ferrah • Mariah • Stacy Layne Matthews • Delta Work • Shangela • Carmem Carrera • Yara Sofia • Alexis Mateo |
| 2012 | 4         | Sharon Needles     | Chad Michaels Phi Phi O'Hara | Latrice Royale               | Alisa Summers • Lashauwn Beyond • The Princess • Madame LaQueer • Milan • Jiggly Caliente • Willam • DiDa Ritz • Kenya Michaels • Latrice Royale |
| 2013 | 5         | Jinkx Monsoon      | Alaska Roxxxy Andrews        | Ivy Winters                  | Penny Tration • Serena ChaCha • Monica Beverly Hillz • Honey Mahogany & Vivienne Pinay • Lineysha Sparx • Jade Jolie • Ivy Winters • Alyssa Edwards • Coco Montrese • Detox                                                                                                |
| 2014 | 6         | Bianca Del Rio     | Adore Delano Courtney Act    | BenDeLaCreme                 | Magnolia Crawford & Kelly Mantle • Vivacious • April Carrión • Gia Gunn • Milk • Laganja Estranja • Trinity K. Bonet • Joslyn Fox • BenDeLaCreme • Darienne Lake |
| 2015 | 7         | Violet Chachki     | Ginger Minj Pearl            | Katya                        | Tempest DuJour • Sasha Belle • Jasmine Masters • Mrs. Kasha Davis • Kandy Ho • Max • Jaidynn Diore Fierce • Miss Fame • Trixie Mattel • Katya • Kennedy Davenport |
| 2016 | 8         | Bob the Drag Queen | Kim Chi Naomi Smalls         | Cynthia Lee Fontaine         | Dax ExclamationPoint & Laila McQueen • Cynthia Lee Fontaine • Naysha Lopez • Acid Betty • Robbie Turner • Thorgy Thor • Derrick Barry • Chi Chi DeVayne |
| 2017 | 9         | Sasha Velour       | Peppermint                   | Valentina                    | Jaymes Mansfield • Kimora Blac • Charlie Hides • Eureka O'Hara • Cynthia Lee Fontaine • Aja • Farrah Moan • Valentina • Nina Bo'nina Brown • Alexis Michelle • Shea Couleé • Trinity Taylor                                                                                |
| 2018 | 10        | Aquaria            | Eureka Kameron Michaels      | Monét X Change               | Vanessa Vanjie Mateo • Kalorie Karbdashian-Williams • Yuhua Hamasaki • Dusty Ray Bottoms • Mayhem Miller • Blair St. Clair • Monique Heart • The Vixen • Monét X Change • Miz Cracker • Asia O'Hara                                                                        |
| 2019 | 11        | Yvie Oddly         | Brooke Lynn Hytes            | Nina West                    | Soju • Kahanna Montrese • Honey Davenport • Mercedes Iman Diamond • Ariel Versace • Scarlet Envy • Ra'Jah O'Hara • Plastique Tiara • Shuga Cain • Nina West • Vanessa Vanjie Matëo • Silky Nutmeg Ganache • A'Keria C. Davenport                                           |
| 2020 | 12        | Jaida Essence Hall | Crystal Methyd Gigi Goode    | Heidi N Closet               | Dahlia Sin • Rock M Sakura • Nicky Doll • Aiden Zhane • Brita • Jan • Widow Von'Du • Heidi N Closet • Jackie Cox • Sherry Pie |
| 2021 | 13        | Symone             | Kandy Muse                   | LaLa Ri                      | Kahmora Hall • Joey Jay • Tamisha Iman • LaLa Ri • Elliot with 2 Ts • Denali • Tina Burner • Utica Queen • Olivia Lux • Gottmik • Rosé • |
| 2022 | 14        | Willow Pill        | Lady Camden                  | Kornbread Jeté               | June Jambalaya • Alyssa Hunter • Kornbread Jeté • Orion Story • Maddy Morphosis • Kerri Colby • Jasmine Kennedie • DeJa Skye • Jorgeous • Angeria Paris VanMichaels • Bosco • Daya Betty                                                                                   |
| 2023 | 15        | Sasha Colby        | Anetra                       | Malaysia Babydoll Foxx       | Irene Dubois • Princess Poppy • Sugar • Amethyst • Robin Fierce • Aura Mayari • Jax • Spice • Malaysia Babydoll Foxx • Marcia Marcia Marcia • Salina EsTitties • Loosey LaDuca • Luxx Noir London • Mistress Isabelle Brooks • Luxx Noir London • Mistress Isabelle Brooks |
| 2024 | 16        | Nymphia Wind       | Sapphira Cristál             | Sapphira Cristál Xunami Muse | Hershii LiqCour-Jeté • Mirage • Amanda Tori Meating • Geneva Karr • Megami • Xunami Muse • Plasma • Mhi'ya Iman Le'Paige • Dawn • Morphine Love Dion • Q • Plane Jane |

## Jurados
Atualmente, além de Rupaul, a bancada é composta por Michelle Visage, Carson Kressley, Ross Matthews e Ts Madison, contando com um ou dois jurados convidados em todos os episódios. Pelo programa, já passaram Lady Gaga, Ariana Grande, Christina Aguilera, Shania Twain, Nicki Minaj, Michelle Williams, Courtney Love, Robyn, Adam Lambert, Demi Lovato, Miley Cyrus, Normani, Lizzo, Dita Von Teese, Pamela Anderson, La Toya Jackson, Lisa Rinna, Lucy Lawless, Kathy Griffin, Pam Tillis, Johnny Weir, Kelly Osbourne, Sharon Osbourne, Neil Patrick Harris, Rebecca Romijn, Khloé Kardashian, Chaz Bono, Mel B, Fantasia Barrino, Jordin Sparks, Amber Rose, Amber Riley, Naya Rivera, Eve, Linda Blair, Jessica Alba, Tamar Braxton, Michael Urie, Alyssa Milano, Olivia Newton-John, Paula Abdul, Kesha, Gigi Hadid; Elvira, Mistress of the Dark; Cheyenne Jackson, Jennifer Tilly, Meghan Trainor, Marc Jacobs, Vivica A. Fox, Faith Evans, Natalie Cole, Wynonna Judd, Chanel Iman, The B-52s, Loretta Devine, Kristen Johnston, Rachael Harris, John Waters, Lisa Kudrow, Joan Smalls, Marg Helgenberger, Carmen Electra, Nicole Richie, Jesse Tyler Ferguson, Amy Sedaris, Halsey, Kate Upton, Billy Eichner, Kumail Nanjiani, Tisha Campbell-Martin, Andrew Rannells, Miles Heizer, Troye Sivan, Cara Delevingne, Mirai Nagasu, Tony Hale, Katherine Langford, Chaka Khan, Daisy Ridley, Jeff Goldblum, Whoopi Goldberg, Cynthia Erivo, Alicia Keys, Dove Cameron, Taraji P. Henson, Ava Max, Andra Day, Maren Morris, Amandla Stenberg, Janelle Monáe, Sarah Michelle Gellar, Kaia Gerber entre outros.
Já na edição All Stars, já estiveram presentes personalidades como Raven-Symoné, Nicole Scherzinger, Vanessa Hudgens, Kristin Chenoweth, Aubrey Plaza, Shay Mitchell, Emma Bunton, Busy Philipps, Chris Colfer, Vanessa Williams, Ciara, Kacey Musgraves, Keiynan Lonsdale, Zoe Kravitz, Yvette Nicole Brown, Jenifer Lewis, Felicity Huffman, Ellen Pompeo, Gus Kenworthy, Rita Ora, Ricky Martin, Madison Beer, Bebe Rexha, Sarah Hyland, Tia Mowry, Emma Roberts, Sarah Hyland, Charli XCX, Cameron Diaz, Tove Lo, Idina Menzel, JoJo Siwa, Connie Britton entre outros.
O programa também contou com a participação de Merle Ginsberg, jornalista de moda que foi jurada fixa nas duas primeiras temporadas; o fashion designer Santino Rice, que foi jurado fixo até a sexta temporada; e do maquiador Billy Bransfield (conhecido como Billy B), que foi jurado fixo durante a terceira e a quarta temporada.
| Jurado          | Temporada | Temporada | Temporada | Temporada | Temporada | Temporada | Temporada | Temporada | Temporada | Temporada | Temporada | Temporada | Temporada | Temporada | Temporada | Temporada |
| Jurado          | 1         | 2         | 3         | 4         | 5         | 6         | 7         | 8         | 9         | 10        | 11        | 12        | 13        | 14        | 15        | 16        |
| --------------- | --------- | --------- | --------- | --------- | --------- | --------- | --------- | --------- | --------- | --------- | --------- | --------- | --------- | --------- | --------- | --------- |
| RuPaul          |           |           |           |           |           |           |           |           |           |           |           |           |           |           |           |           |
| Merle Ginsberg  |           |           |           |           |           |           |           |           |           |           |           |           |           |           |           |           |
| Santino Rice    |           |           |           |           |           |           |           |           |           |           |           |           |           |           |           |           |
| Michelle Visage |           |           |           |           |           |           |           |           |           |           |           |           |           |           |           |           |
| Billy B         |           |           |           |           |           |           |           |           |           |           |           |           |           |           |           |           |
| Ross Mathews    |           |           |           |           |           |           |           |           |           |           |           |           |           |           |           |           |
| Carson Kressley |           |           |           |           |           |           |           |           |           |           |           |           |           |           |           |           |
| Ts Madison      |           |           |           |           |           |           |           |           |           |           |           |           |           |           |           |           |

#### Legendas
|  | Apresentador/Jurado |  | Jurado Fixo |  | Participação |

## Prêmios e indicações
| Ano  | Prêmio                                     | Categoria                                                                | Resultado |
| ---- | ------------------------------------------ | ------------------------------------------------------------------------ | --------- |
| 2009 | NewNowNext Award                           | Most Addictive Reality Star – Ongina                                     | Venceu    |
| 2010 | GLAAD Media Award                          | Outstanding Reality Program                                              | Venceu    |
| 2010 | NewNowNext Award                           | Best New Indulgence                                                      | Venceu    |
| 2010 | NewNowNext Award                           | Most Addictive Reality Star — Jujubee                                    | Indicado  |
| 2011 | NewNowNext Award                           | Most Addictive Reality Star – Carmen Carrera                             | Indicado  |
| 2011 | Critics' Choice Television Award           | Best Reality Series – Competition                                        | Indicado  |
| 2012 | NewNowNext Award                           | Most Addictive Reality Star – Willam                                     | Indicado  |
| 2012 | Critics' Choice Television Award           | Best Reality Show Host – RuPaul                                          | Indicado  |
| 2012 | TV.com's Best of 2012 Awards               | Best Reality Show Judge/Host – RuPaul                                    | Venceu    |
| 2012 | TV.com's Best of 2012 Awards               | Best Reality Competition Series                                          | Venceu    |
| 2013 | RyanSeacrest.com's Favorite TV Show Awards | Best Reality Series                                                      | Venceu    |
| 2013 | POPrepublic.tv Awards                      | Favourite International TV Shows                                         | Indicado  |
| 2014 | Critics' Choice Television Award           | Best Reality Show Host – RuPaul                                          | Indicado  |
| 2014 | TCA Award                                  | Outstanding Achievement in Reality Programming                           | Venceu    |
| 2016 | EMMY                                       | Melhor Apresentador de Reality Show ou Competição                        | Venceu    |
| 2017 | EMMY                                       | Melhor programa de competição                                            | Indicado  |
| 2017 | EMMY                                       | Melhor apresentador de reality ou programa de competição - RuPaul        | Venceu    |
| 2017 | EMMY                                       | Melhor figurino de programa de variedade, não-ficção ou reality          | Venceu    |
| 2017 | EMMY                                       | Melhor edição de imagem de programa roteirizado ou reality de competição | Venceu    |
| 2017 | EMMY                                       | Melhor hairstyling de série ou especial                                  | Indicado  |
| 2017 | EMMY                                       | Melhor maquiagem de série ou especial                                    | Indicado  |
| 2017 | EMMY                                       | Melhor reality sem roteiro (RuPaul’s Drag Race - Untucked)               | Indicado  |
| 2017 | EMMY                                       | Melhor elenco de um reality                                              | Indicado  |

## Transmissão
No Brasil, foi exibido até sua quarta temporada pela emissora de TV a cabo VH1 Brasil. Em 2015, a Globosat comprou os direitos de exibição do reality. Em agosto de 2015  o canal Multishow exibiu com exclusividade na TV brasileira, a 7ª temporada do reality. A partir do dia 15 de abril de 2017, o canal Comedy Central transmitiu a 8ª temporada do reality. Atualmente, no Brasil, os serviços de streaming Paramount+ fornece as temporadas 1 a 12 e 14 a 16 e All Stars tendo a Netflix fornecendo a 13ª temporada do programa para ser assistida via internet. Além de, a World of Wonder através do serviço de streaming WOW Presents Plus oferece todas as temporadas, Spin off e outros conteúdos voltados para a comunidade LGBT.
Eis a lista de canais pelo mundo que já transmitiu ou transmite o reality:
| País           | Emissoras de televisão                    |
| -------------- | ----------------------------------------- |
| Estados Unidos | Logo TV, VH1 e MTV (Transmissão Original) |
| Brasil         | VH1 Brasil Multishow Comedy Central MTV   |
| Alemanha       | TLC e TIMM                                |
| Austrália      | Foxtel’s Lifestyle YOU e Channel SBS2     |
| Canadá         | OUTtv                                     |
| México         | VH1 América Latina                        |
| Hungria        | FEM3 channel                              |
| Reino Unido    | TruTV                                     |
| Filipinas      | Velvet                                    |
| Itália         | Fox Life                                  |
| Suécia         | OutTV                                     |
| Países Baixos  | OutTV                                     |
| Espanha        | OutTV                                     |
| Dinamarca      | TV 2 Zulu                                 |

## Especiais
RuPaul's Drag Race Holi-slay Spectacular (2015)
Em 1 de novembro de 2018, a VH1 anunciou um episódio especial natalino programado para ir ao ar em 7 de dezembro de 2018. O especial mostrou oito ex-concorrentes (Eureka O'Hara, Jasmine Masters, Kim Chi, Latrice Royale, Mayhem Miller, Shangela, Sonique e Trixie Mattel) competirem pelo título de "America's first Drag Race Christmas Queen".
RuPaul's Drag Race: Vegas Revue (2020)
Em 22 de julho de 2020, foi anunciado que uma série, do gênero documentário, estrearia em 21 de agosto de 2020. A série contou com seis episódios sobre RuPaul's Drag Race Live!, um show de Las Vegas, com a participação de Yvie Oddly, Asia O'Hara, Derrick Barry, Kameron Michaels, Naomi Smalls, e Vanessa Vanjie Mateo. O episódio de estréia foi dedicado à memória de Chi Chi DeVayne, ex-competidora de RuPaul's Drag Race e RuPaul's Drag Race All Stars que falecera em agosto de 2020.

## Spin-offs
RuPaul's Drag U (2010–2012)
Em cada episódio, três mulheres formam par com ex-competidoras de Drag Race (chamadas de "Drag Professors"), que lhes dão uma maquiagem de drag e as ajudam a acessar suas "divas interiores".
RuPaul's Drag Race All Stars (2012–presente)
Participantes de temporadas anteriores retornam e competem por uma vaga no Drag Race Hall of Fame. O formato do programa é semelhante ao de RuPaul's Drag Race, com desafios e uma banca de jurados.
| Ano  | Temporada | Vencedora(s)                    | Vice-campeã(s)                    | Demais concorrentes em ordem de eliminação |
| ---- | --------- | ------------------------------- | --------------------------------- | --- |
| 2012 | 1         | Chad Michaels                   | Raven                             | Mimi Imfurst & Pandora Boxx • Tammie Brown & Nina Flowers • Latrice Royale & Manila Luzon • Yara Sofia & Alexis Mateo • Jujubee • Shannel                                |
| 2016 | 2         | Alaska                          | Detox Katya                       | Coco Montrease • Adore Delano • Ginger Minj • Phi Phi O'Hara • Tatianna • Alyssa Edwards • Roxxxy Andrews                                                                |
| 2018 | 3'        | Trixie Mattel                   | Kennedy Davenport                 | Thorgy Thor • Milk • Chi Chi DeVayne • Aja • BenDeLaCreme • Morgan McMichaels • Bebe Zahara Benet • Shangela                                                             |
| 2018 | 4         | Trinity The Tuck Monét X Change | —                                 | Jasmine Masters • Farrah Moan • Gia Gunn • Valentina • Manila Luzon • Latrice Royale • Monique Heart • Naomi Smalls                                                      |
| 2020 | 5         | Shea Couleé                     | Jujubee Miz Cracker               | Derrick Barry • Ongina • Mariah Paris Balenciaga • Mayhem Miller • India Ferrah • Alexis Mateo • Blair St. Clair                                                         |
| 2021 | 6         | Kylie Sonique Love              | Eureka! Ginger Minj Ra'Jah O'Hara | Serena ChaCha • Jiggly Caliente • Silky Nutmeg Ganache • Yara Sofia • Scarlet Envy • A'Keria C. Davenport • Jan • Pandora Boxx • Trinity K. Bonet                        |
| 2022 | 7         | Jinkx Monsoon                   | Monét X Change                    | Jaida Essence Hall • The Vivienne • Yvie Oddly • Raja • Trinity The Tuck • Shea Coulée                                                                                   |
| 2023 | 8         | Jimbo                           | Kandy Muse                        | Monica Beverly Hillz • Naysha Lopez • Mrs. Kasha Davis • Darienne Lake • Heidi N Closet • Jaymes Mansfield • Kahanna Montrese • LaLa Ri • Alexis Michelle • Jessica Wild |
| 2024 | 9         | Angeria Paris Van Michaels      | Roxxxy Andrews Vanessa Mateo      | Gottmik • Jorgeous • Nina West • Plastique Tiara • Shannel |

Notas
1. ↑  A sétima temporada de RuPaul's Drag Race All Stars não conta com eliminação, sendo usado sistema de pontuação.

RuPaul's Secret Celebrity Drag Race (2020)
Ex-participantes de Drag Race transformam celebridades em drag queens, e estas competem pelo título de "America's Next Celebrity Drag Superstar".